# نرایر استپانیان
نرایر گئورگی استپانیان (ارمنی: Նորայր Գևորգի Ստեփանյան؛  زادهٔ ۲ مهٔ ۱۸۹۹ - درگذشته ۴ اوت ۱۹۸۷) دام‌پزشک، اهل ارمنستان بود.

## زندگی‌نامه
وی در ۱۴ مه [سبک قدیمی: ۲ مه] ۱۸۹۹ در آلکساندراپول به دنیا آمد و از دانشگاه فنی گرجستان (۱۹۲۷) فارغ‌التحصیل گشت. همچنین برندهٔ جوایزی همچون نشان پرچم سرخ کار و نشان برجسته افتخار شده است. وی در ۴ اوت ۱۹۸۷ در سن ۸۸ سالگی در ایروان درگذشت.

## یادداشت
1. ↑  գյուղատնտեսական գիտությունների դոկտոր
2. ↑  ընտրասերիչ